# Giacomo della Porta

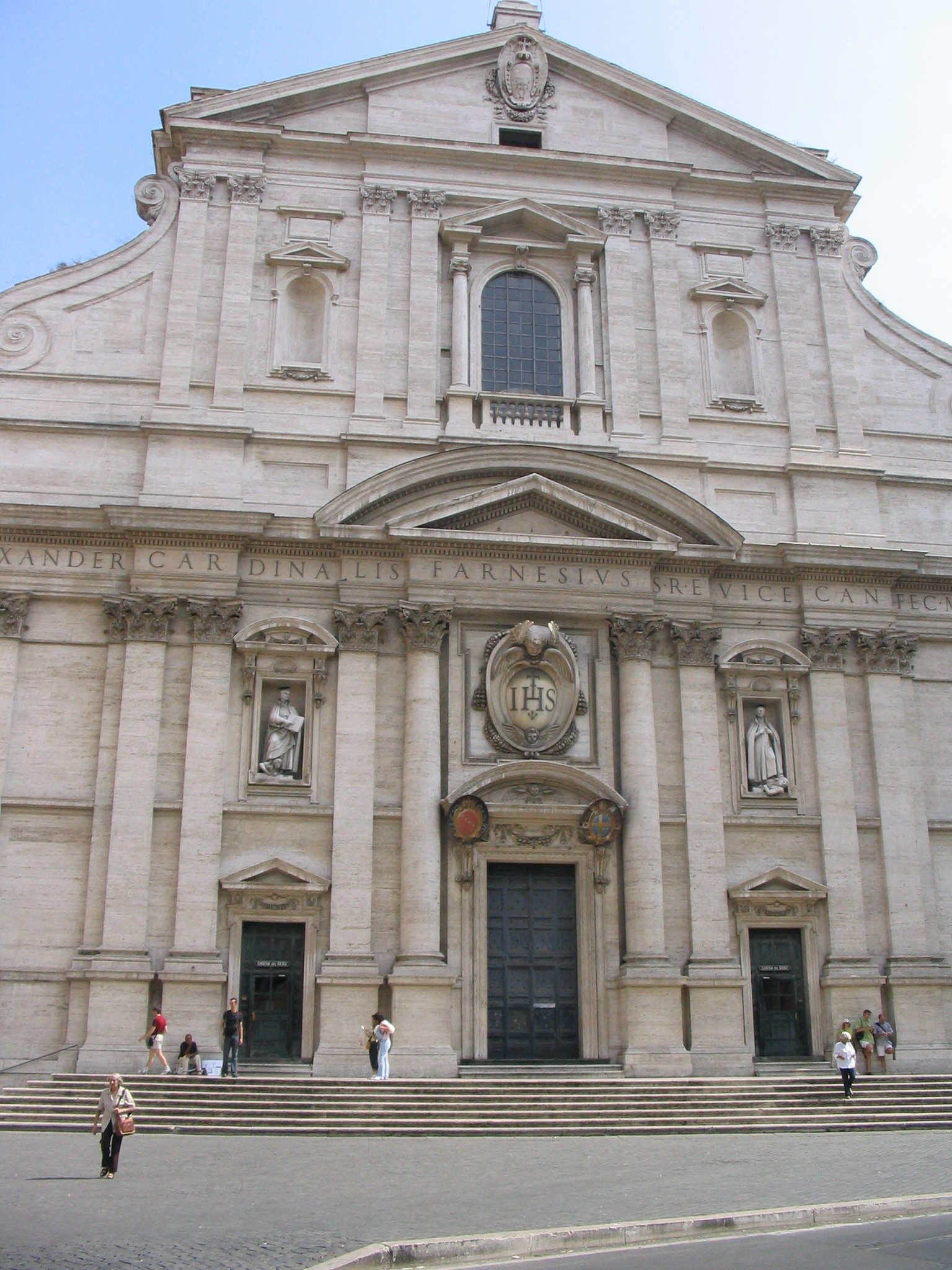

Giacomo della Porta (Porlezza, 1532 — Roma, 1602) foi um escultor e arquiteto italiano.
Proeminente arquiteto em Roma, responsável por completar numerosas obras iniciadas por Michelangelo e por Vignola. Sobretudo notável por ter terminado o célebre domo da Basílica de São Pedro, iniciado por Michelangelo. Provavelmente nascido em Gênova ou Porlezza, Itália, seu trabalho foi inspirado por famosos artistas renascentistas como Michelangelo e Giacomo Barozzi da Vignola. Começou a sua carreira como escultor no final dos seus 20 anos, e mais tarde começou a vertente arquitetónica.  O trabalho de Della Porta no Oratório de Santissimo Crocifisso marcou o início de sua carreira arquitetónica em Roma.  Em 1564, foi eleito Architetto del Popolo Romano (Arquiteto do Povo Romano) e sob este título completou algumas de suas comissões mais notáveis, tanto públicas quanto privadas.  Ao longo da sua carreira, Della Porta teve a tendência para projectos iniciados por outros arquitectos, ou fazer adições específicas a um determinado projecto de outro arquitecto, em vez de concluir um projecto seu do início ao fim.

### Alterações no desenho da cúpula da Basílica de São Pedro
Giacomo della Porta trabalhou com o Domenico Fontana em alguns projetos. Um desses projetos foi a cúpula de Miguel Ângelo, já referida. Della Porta e Fontana tiveram o mérito da execução técnica de uma firme ratificação numa etapa importante dos avanços tecnológicos no final do século XVI. Fizeram uma mudança notável na curvatura do projeto de Miguel Ângelo, construindo a cúpula mais íngreme, semelhante ao modelo Brunelleschi. Para além disso, também inseriram uma série de correntes na alvenaria (especialmente na parte superior da cúpula) para segurar as forças transversais exercidas pela abóbada, utilizaram materiais de alta qualidade, articulando placas de travertino com chumbo fundido; características que permitiram à cúpula não sofrer danos graves após o terramoto de 1703.
Giacomo della Porta concluiu diversas fontes de Roma no século XVI; entre elas estavam as fontes na Piazza del Popolo, a Fonte de Neptuno (Roma) e La Fontana del Moro na Piazza Navona e a Fontana delle Tartarughe muito importantes para as lendas romanas.